# Robert I z Wormacji
Robert I, Rodbert (ur. 697, zm. 764) – hrabia Hesbaye od 715, hrabia Wormacji i górnego Rheingau od ok. 750 i protoplasta dynastii nazwanej później Kapetyngami. Odbył trzykrotnie misję do Włoch w 741, 757 i 758 roku. Wymieniany był także jako hrabia - palatyn  na przełomie 741/742. 
Był synem Lamberta II (682–741) hrabiego Hesbaye. Jego żoną była Williswinda z Wormacji (zm. 765) od 730.
Mieli czworo dzieci:
- Kankor (zm. 771), hrabia Hesbaye,
- Anzelm (zm. 778), hrabia,
- Ingerman, hrabia Hesbaye,
- Turyngbert (ok. 740 – czerwiec 770), hrabia Hesbaye[1].